# 御園生功
御園生 功（みそのう いさお、1960年 - ）は、日本の財務官僚。財務省福岡財務支局長や、財務省神戸税関長、国税庁関東信越国税不服審判所長などを歴任した。

## 人物・経歴
東京都生まれ。1984年 東京大学法学部卒業、大蔵省入省（大臣官房文書課）。1987年7月 主税局調査課調査主任。1988年7月 主税局調査課内国調査第二係長。1989年5月よりロンドン・スクール・オブ・エコノミクスに留学（主税局付）。1990年7月 大阪国税局泉大津税務署長。大阪国税局総務部総務課長、国際局付、環境省総合環境政策局総務課調査官、財務省理財局財政投融資総括課財政投融資企画官兼理財局内閣・財務係兼理財局経済産業係、大阪国税局総務部長、中国財務局理財部長、内閣官房郵政改革推進室参事官等を経て、2012年7月 福岡財務支局長、博多港地方港湾審議会顧問。2013年6月 預金保険機構金融再生部長。2015年4月 独立行政法人住宅金融支援機構監事。2017年7月 神戸税関長兼税関研修所神戸支所長。2018年 広島国税不服審判所長。2019年 関東信越国税不服審判所長。2020年 退官、三井住友海上火災保険顧問。

## 著書
- 『知っておきたい改正外為法 （知っておきたい法律シリーズ ; 13）』大蔵省印刷局 1998年